# Indosasa lipoensis
Indosasa lipoensis là một loài thực vật có hoa trong họ Hòa thảo. Loài này được C.D.Chu & K.M.Lan mô tả khoa học đầu tiên năm 1982.